# Othmar Tödling
Othmar Tödling (* 15. Oktober 1921 in Floing als Othmar Kosar; † 11. April 2014 ebenda) war ein österreichischer Landwirt, Unternehmer und Politiker (ÖVP). Er war von 1956 bis 1975 Abgeordneter zum österreichischen Nationalrat.

## Leben und Wirken
Othmar Tödling wurde am 15. Oktober 1921 als Sohn des Betriebsführers bzw. Betriebsbesitzers Franz Kosar (* 31. August 1897) und dessen Ehefrau Maria (geborene Tödling; * 22. Oktober 1895; † 5. Mai 1954) in Floing geboren und am 16. Oktober 1921 auf den Namen Othmar getauft. Seine Eltern hatten am 10. Juli 1920 in der Grazer Mariahilferkirche geheiratet. 1930 fand Othmars Konfirmation in der Weizbergkirche in Weiz statt. Mit Beschluss vom 31. August 1935 erfolgte die Annahme an Kindes statt durch Ferdinand Tödling, woraufhin er den Namen Othmar Tödling zu führen hatte.
Othmar Tödling besuchte nach der Volks- und Hauptschule eine landwirtschaftliche Fachschule und war in der Folge beruflich als Landwirt tätig. Vom Juni 1938 bis zum Februar 1941 war er in der Hitlerjugend, davon ab Juni 1940 bis zu seinem Austritt als sogenannter „Jugendwart“. Nach eigener Aussage war er 1940 Kameradschaftsführer des Deutschen Jungvolkes, einer Jugendorganisation der Hitlerjugend für Jungen von zehn bis vierzehn Jahre. Ab dem 15. Oktober 1940, mit Erreichung des 18. Lebensjahres, wurde Tödling als NSDAP-Parteianwärter geführt und gab an dies bis 1945 geblieben zu sein, was jedoch laut Statut der NSDAP gar nicht möglich war. Gemäß § 17 Abs. 3 des Verbotsgesetzes 1947 wurde er als minderbelastet eingestuft, was auf eine Mitgliedschaft bei der NSDAP schließen lässt. Aus einem Bescheid der BH Weiz aus dem Dezember 1949 geht hervor, dass laut Liste des Finanzamtes Weiz vom 28. Oktober 1948 keine Sühneabgabeschuld für Othmar Tödling bestehe. Gemäß § 1 des Bundesverfassungsgesetzes vom 13. Juli 1949 wurde er aus der Liste der Registrierten gestrichen. Der Historiker Michael Wladika schließt, mitunter aufgrund Tödlings Funktionen in der DJ und der HJ, auf eine Mitgliedschaft Tödlings in der NSDAP.
Am 3. Juni 1943 heiratete Tödling standesamtlich in Weiz und am selben Tag kirchlich in der Weizbergkirche in 1. Ehe eine Maria P.???, mit der er bis zu deren Tod verheiratet war. Während des Zweiten Weltkriegs nahm er von Februar 1941 bis zum Kriegsende als Gebirgsjäger an den Kriegshandlungen teil und geriet in Italien in eine kurze Kriegsgefangenschaft. Kurz danach schloss er sich 1946 dem Ortsverband (OV) Floing des Österreichischen Kameradschaftsbunds (ÖKB) an und trat stets als aktiver Kamerad und großer Gönner und Förderer des ÖKB in Erscheinung. 1971 wurde er zum Ehrenmitglied des Ortsverbandes ernannt und erhielt zahlreiche weitere hohe Auszeichnungen. Mit seiner Unterstützung wurde 1973 das Kriegerdenkmal der Gemeinde gründlich renoviert und der davor liegende Platz neu gestaltet. Nach Vermittlung von Tödling wurde 1969 in Anger der St.-Ulrich-Verein gegründet.
Ab 1958 war er Geschäftsführer der Steirerobst Ges.m.b.H. mit Sitz in Gleisdorf, die später zur Steirerobst AG umgewandelt wurde und heute eine Tochtergesellschaft der Agrana ist. 1995 veröffentlichte er das Buch Obstland Österreich. Er engagierte sich auf kommunalpolitischer Ebene und saß von 1950 bis 1955 im Gemeinderat von Floing, war danach von 1955 bis 1966 Vizebürgermeister der Gemeinde und bekleidete danach von 1966 bis 1985 das Bürgermeisteramt von Floing. In seiner Heimatgemeinde war er maßgeblich an der Entwicklung des Feuerwehrwesens beteiligt und hatte den Dienstgrad des Ehren-Abschnittsbrandispektors inne.
Außerdem war er Obmann des Österreichischen Obstbauverbandes und Träger des Berufstitels Ökonomierat. Zudem wirkte er als Landeskammerrat der Kammer für Land- und Forstwirtschaft Steiermark. Vom 8. Juni 1956 bis zum 4. November 1975 vertrat Tödling die ÖVP in sechs aufeinanderfolgenden Gesetzgebungsperioden (VIII., IX., X., XI., XII. und XIII. Gesetzgebungsperiode) als Abgeordneter im österreichischen Nationalrat.
Am 11. April 2014 starb Tödling im Alter von 92 Jahren in seiner Heimatgemeinde und wurde am 14. April 2014 unter großer Beteiligung beerdigt. Er war Träger des Silbernen und des Goldenen Ehrenzeichens für Verdienste um die Republik Österreich sowie Träger des Großen Goldenen Ehrenzeichens des Landes Steiermark.